# Bankoude
Bankoude est un village tchadien, fondé en 1912, par Gondje-Gue-Mbaiäutayo. Le nom du village peut être traduit par « entre deux marigots ».
Il est situé dans la région du Logone Oriental, à l'extrême sud du Tchad, à proximité du pont de Moundou.
L'activité principale de Bankoude est celle, vivrière, d'un village rural, agriculture, élevage, chasse, pêche et cueillette.